# Tuathal Techtmar
Tuathal Techtmar, auch Túathal Techtmar ['tuaθal 'tʼextvar] („Tuathal der Legitime“), ist der Name einer Sagengestalt aus dem Historischen Zyklus der keltischen Mythologie Irlands.
Der Uí-Néill-König Tuathal Techtmar ist in den Erzählungen der Großvater von König Conn Cétchathach und Großkönig von Irland im 1. Jahrhundert n. Chr. Er hat nach der Sage zum ersten Mal den Tribut Bóruma (éraic, Wergeld; auch lóg n-enech, Ehrenpreis) von der irischen Provinz Leinster erhoben. Aus Teilen der vier ursprünglichen Provinzen Leinster, Ulster, Connacht und Munster schuf er die neue Provinz Mide.